# Jaruco
Jaruco est une ville et une municipalité de Cuba dans la province de Mayabeque.

## Géographie

### Situation
Jaruco se trouve dans la partie occidentale de l'île de Cuba, vers le nord de la province de Mayabeque, 
à 44 km est de La Havane 
et 21 km nord-est de sa capitale de province San José de las Lajas.

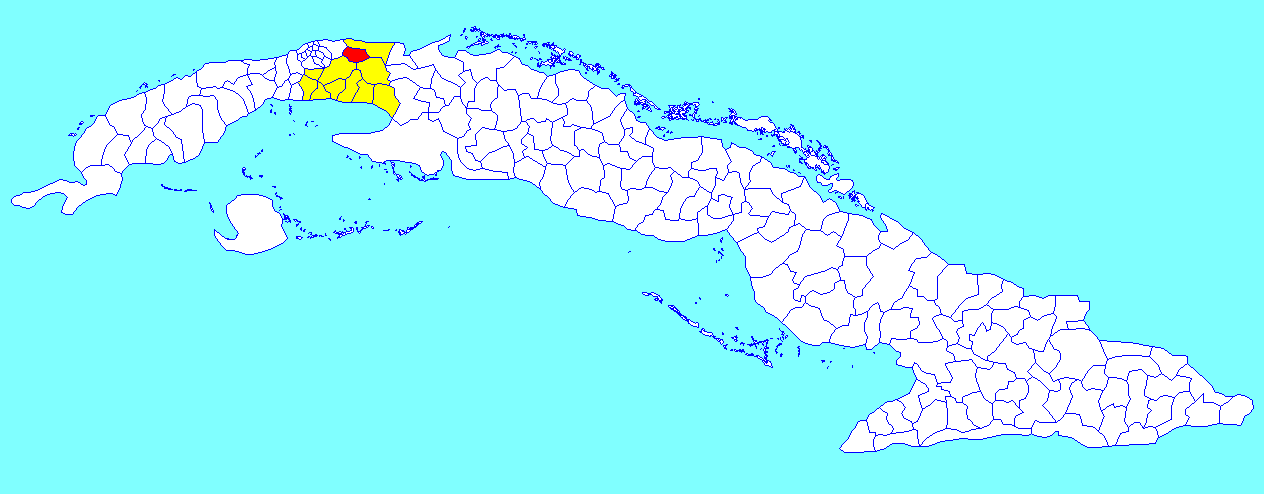
Municipalité de Jaruco dans la province de Mayabeque

### Divisions administratives
Jaruco a cinq consejos populares :
- Jaruco
- Bainoa - Casiguas
- San Antonio
- Caraballo
- Tumba Cuatro

## Population
En 2022, la population était estimée à 24 162 habitants ; pour une surface de 275,9 km2, la densité de population est de 87,57 habitants/km².

## Jumelages
- Tarquinia (Italie)